# Seznam danskih tenisačev
Seznam danskih tenisačev.

## A
- Sofie Albinus

## B
- Karen Barbat

## C
- Kenneth Carlsen

## D
- Martine Ditlev
- Eva Dyrberg

## E
- Malou Ejdesgaard

## G
- Mai Grage

## I
- Vagn Ingerslev

## J
- Karina Jacobsgaard
- Hanne Skak Jensen

## K
- Thomas Kromann

## L
- Jan Leschly

## M
- Michael Mortensen

## N
- Frederik Nielsen

## P
- Kristian Pless

## R
- Holger Rune

## S
- Tine Scheuer-Larsen

## T
- Clara Tauson
- Mikael Torpegaard

## V
- Lone Vandborg

## W
- Erik Worm
- Caroline Wozniacki